# یکرنگی
یکرنگی، عنوان کتابی نوشته شاپور بختیار، واپسین نخست‌وزیر حکومت پادشاهی مشروطه در ایران است که نخست در سال ۱۹۸۲ و به زبان فرانسوی و با عنوان: Ma fidélité (به معنای وفاداری) نوشته و منتشر شد و هدف نخست از نگارش آن، اطلاع‌رسانی به غیرایرانیان دربارهٔ حوادث انقلاب ایران (۱۳۵۷) بود. این کتاب، پس از مدتی زیرنظر خود بختیار و توسط مهشید امیرشاهی، نویسنده و روزنامه‌نگار ایرانی، با عنوان «یکرنگی» به فارسی ترجمه گردید.
بختیار این کتاب را خدمتی دانسته که ضمن مبارزه بی‌امان با دشمنان ایران، برای روشن کردن ذهن خارجیان به انجام رسانیده‌است.
تمامی حقوق نویسنده از بابت این کتاب، به یکی از بنیادهای خیریه تقدیم گردیده‌است.

## خلاصه مطالب
یکرنگی، با شرحی «دربارهٔ ترجمهٔ فارسی کتاب» آغاز می‌شود و پس از یک «پیشگفتار» کوتاه که طی آن بختیار به اختصار به اهداف خود از نگارش چنین کتابی پرداخته‌است، به «سرآغاز» آن می‌رسد. در «سرآغاز»، بختیار به شرح ملاقات خویش با محمدرضا شاه پهلوی در اوایل دی ماه سال ۱۳۵۷ و پس از ۲۵ سال می‌پردازد و شرح می‌دهد که چگونه در آن روزهای بحرانی، حاضر به قبول نخست وزیری ایران شده‌است.
پس از آن، بختیار در طی چهار بخش نسبتاً مفصل، با عناوین ذیل، ضمن مروری بر اعقاب و گذشته و خاطرات خویش و فرازهایی از تاریخ معاصر ایران، به شرح آنچه که در طی روزهای طوفانی انقلاب بر ایران و ایرانیان گذشته‌است، از نگاه خود می‌پردازد.

## ترجمه فارسی
کتاب یکرنگی، نخست به زبان فرانسوی و برای خارجی‌ها و به ویژه فرانسه زبانان نوشته شده بود و آنطور که نویسنده آن در مقدمات کتاب متذکر شده‌است، مورد استقبال جامعهٔ فرانسوی زبان واقع شده و ناشر این کتاب از فروش آن ابراز رضایت کرده بود. امّا از آنجا که آنچه به ایران پیوند دارد، نخست متعلق به خود ایرانیان است، برگردان آن به فارسی نیز در دستور کار قرار گرفت.
عنوان کتاب در زبان فرانسه، Ma fidelite، به معنای «وفاداری» بود، که به زعم نویسنده کتاب، شاپور بختیار، نمی‌توانست به فارسی منعکس کنندهٔ آنچه روح و آهنگ کتاب است، باشد. به همین دلیل وی، ضمن کوشش بسیار از دوستانش خواست تا لغتی مناسب که منظور وی را تأمین نماید، برای عنوان کتاب پیشنهاد کنند و عاقبت واژهٔ «یکرنگی»، با در نظر گرفتن محتوای کتاب مذکور، بیش از سایر پیشنهادها مورد قبول قرار گرفت و به دودلی‌ها برای انتخاب عنوان فارسی کتاب پایان داد.
ترجمه کتاب، از جانب شاپور بختیار، به مهشید امیرشاهی، نویسنده، مترجم و روزنامه‌نگار باسابقه ایرانی محول گردید. مهشید امیرشاهی روزنامه‌نگاری بود که در جنجال و هیاهوی انقلاب ایران (۱۳۵۷) در حوالی سال ۱۳۵۷، جانب بختیار و دولت او را گرفته بود. بختیار در مقدمه «یکرنگی» پیرامون وی می‌نویسد:
ترجمه کتاب مدیون همت خانم مهشید امیرشاهی است، ولی این اولین دین من نسبت به ایشان نیست: در زمانیکه جنون دسته جمعی، میلیونها ایرانی را، از بغض فساد رژیم سابق فراگرفته بود، او - و فقط او - بود که در آن بحبوحه، در میان «اهل قلم»، که خود را روشنفکر و تیزبین می‌دانند، جرأت کرد و نوشت: «چرا کسی از بختیار دفاع نمی‌کند؟»

## نمونه‌ای از نثر یکرنگی
این نمونه‌ای از نوشته‌های یکرنگی است، که از قسمت چهارم از بخش دوم کتاب (جاذبه حزب واحد) انتخاب شده‌است. این نثر، نمونه‌ای از ترجمه خانم مهشید امیرشاهی است:
«شاه چند روز قبل از عزیمتش از ایران به من گفت: «من تحمل این را ندارم که بر دیوارها دربارهٔ من حرفهای رکیک نوشته شود.»، من[=بختیار] جواب دادم: «اگر اعلیحضرت به من پنج یا شش روز فرصت بدهند، این وضع عوض خواهد شد.» همان شب من به خبرنگاران تلویزیون گفتم: «به استثنای دوران کوتاه نخست وزیری مصدق، مدت چهل سال است که در ایران، نخست وزیری بر سر کار نیامده که شهامت قبول تمام مسئولیت‌هایش را داشته باشد. امروز باید به شما بگویم که من تمام مسئولیت‌ها را گردن می‌گیرم. اگر کارها بر خلاف میل پیش می‌رود، باید به من حمله کنید. من در پشت هیچ مقامی سنگر نمی‌گیرم، دولت در مقابل ملت مسئول است.» پنج روز بعد، پادشاه به من گفت: «علیه من دیگر چیزی بر دیوارها نمی‌نویسند، امّا خدمت شما خوب می‌رسند!!»، من جواب دادم: «قاعده هم بر همین است.»، من تصور نمی‌کنم کسی در گذشته این حرف‌ها را به او زده باشد.»

## تجدید نظر و تجدید چاپ
تجدید نظر و تجدید چاپ کتاب یکرنگی در سال ۲۰۰۶ توسط مهشید امیرشاهی و با همکاری رامین کامران انجام شد.
مهشید امیرشاهی در مورد خدمات رامین کامران در این زمینه در بند پایانی مقدمه کتاب می‌نویسد:
«من قدر ناشناس تلقی خواهم شد اگر از کمکهای مداوم و بی‌دریغ و همه جانبهٔ رامین کامران در تجدید نظر و تجدید چاپ یکرنگی سپاسگزاری نکنم.»